# Ian Wright
Ian Edward Wright (Woolwich (Londen), 3 november 1963) is een Engels voormalig profvoetballer, die vooral furore maakte tijdens zijn periode bij Arsenal FC.

## Clubcarrière
De aan de lopende band scorende Ian Wright, bijgenaamd "Fire", stapte in september 1991 over naar Arsenal. Hij maakte naam en faam bij Crystal Palace, waar de aanvaller sedert 1985 actief was, waar hij samen met aanvalspartner Mark Bright de pannen van het dak speelde (meer dan 100 officiële doelpunten), en waar hij in 2005 werd uitgeroepen tot speler van de eeuw.
In zeven seizoenen bij Arsenal, tussen 1991 en 1998, kwam hij in totaal tot 288 duels en 185 doelpunten. Wright scoorde 24 doelpunten voor de Gunners in de Football League First Division (topscorer 1991–1992) en vanaf augustus 1992 nog eens 104 doelpunten in de Premier League. Hij werd in zes achtereenvolgende seizoenen die hij bij Arsenal doorbracht clubtopscorer. Ook vormde hij tijdens deze periode een succesvol spitsenduo met Dennis Bergkamp.
Niettemin zou het duren tot de komst van de Franse trainer Arsène Wenger vooraleer Arsenal opnieuw titels won, de eerste in 1998. Wright won daarentegen wel de FA Cup en de League Cup bij Arsenal in 1993. Daarnaast won hij de UEFA Beker der Bekerwinnaars 1993/94 tegen het Italiaanse Parma. Deze trofeeën werden gewonnen onder leiding van de Schotse trainer en voormalig Arsenal-speler George Graham, die in het najaar van 1994 ontslag moest nemen wegens bijdrage aan fraude in enkele transferdossiers. Sheffield Wednesday was telkenmale de tegenstander. Onder Arsène Wenger veroverde een 33-jarige Wright in zijn laatste seizoen de titel en tijdens dat seizoen scoorde hij tien keer. In 1998 verliet de aanvaller uiteindelijk Highbury. Wright maakte 113 doelpunten in de Premier League; 104 doelpunten bij Arsenal en negen doelpunten bij West Ham United (1998–1999).

## Interlandcarrière
Wright debuteerde voor het Engelse elftal toen hij nog voor Crystal Palace uitkwam. Dat was op 6 februari 1991 in de vriendschappelijke wedstrijd tegen Kameroen onder leiding van bondscoach Graham Taylor. Hij vormde in dat duel een aanvalstrio met Gary Lineker (Tottenham Hotspur) en John Barnes (Liverpool FC). In totaal droeg Wright 33 keer het shirt van Engeland en scoorde hierin negen goals. Zijn laatste interland was op 18 november 1998 tegen Tsjechië op Wembley.
| Interlanddoelpunten | Interlanddoelpunten | Interlanddoelpunten | Interlanddoelpunten    | Interlanddoelpunten | Interlanddoelpunten | Interlanddoelpunten | Interlanddoelpunten |
| #                   | Datum               | Locatie             | Wedstrijd              | Doelpunt(en)        | Tussenstand         | Uitslag             | Competitie          |
| ------------------- | ------------------- | ------------------- | ---------------------- | ------------------- | ------------------- | ------------------- | ------------------- |
| 1                   | 29/05/1993          | Chorzów             | Polen – Engeland       | 84'                 | 1 – 1               | 1 – 1               | WK-kwalificatie     |
| 2                   | 17/11/1993          | Bologna             | San Marino – Engeland  | 34'                 | 1 – 2               | 1 – 7               | WK-kwalificatie     |
| 3                   | 17/11/1993          | Bologna             | San Marino – Engeland  | 46'                 | 1 – 4               | 1 – 7               | WK-kwalificatie     |
| 4                   | 17/11/1993          | Bologna             | San Marino – Engeland  | 78'                 | 1 – 6               | 1 – 7               | WK-kwalificatie     |
| 5                   | 17/11/1993          | Bologna             | San Marino – Engeland  | 90'                 | 1 – 7               | 1 – 7               | WK-kwalificatie     |
| 6                   | 24/05/1997          | Manchester          | Engeland – Zuid-Afrika | 76'                 | 2 – 1               | 2 – 1               | Oefenduel           |
| 7                   | 04/06/1997          | Nantes              | Engeland – Italië      | 25'                 | 1 – 0               | 2 – 0               | Tournoi de France   |
| 8                   | 10/09/1997          | Londen              | Engeland – Moldavië    | 46'                 | 2 – 0               | 4 – 0               | WK-kwalificatie     |
| 9                   | 10/09/1997          | Londen              | Engeland – Moldavië    | 90'                 | 4 – 0               | 4 – 0               | WK-kwalificatie     |

## Erelijst
Crystal Palace
- Full Members Cup: 1990/91

 Arsenal
- Premier League: 1997/98
- FA Cup: 1992/93, 1997/98
- Football League Cup: 1992/93
- European Cup Winners' Cup: 1993/94

 West Ham United
- UEFA Intertoto Cup: 1999

Individueel
- Football League First Division Golden Boot: 1991/92
- Crystal Palace Player of the Year: 1988/89
- PFA Team of the Year: 1988/89 Football League Second Division, 1992/93 Premier League, 1996/97 Premier League
- Premier League Player of the Month: november 1996
- English Football Hall of Fame: 2005
- Crystal Palace Centenary XI: 2005
- BBC Goal of the Season: 1989/90
- Crystal Palace Player of the Century
- Member of the Order of the British Empire: 2000
- London Football Awards Outstanding Contribution to London Football: 2018

## Persoonlijk
Al sinds de laatste fase van zijn carrière verschijnt Wright op de Engelse tv, waaronder als analyticus bij Match of the Day en presentator van verscheidene shows. Wright maakte ook een eenmalig uitstapje naar de muziek. Toetsenist Chris Lowe van de Pet Shop Boys, zelf groot fan van Arsenal, schreef en produceerde het nummer "Do The Right Thing", dat in 1993 een bescheiden hitje was in de Engelse hitparade (nummer 43).
Ian Wright heeft vijf kinderen, van wie er drie profvoetballer zijn. Zo speelt zijn geadopteerde zoon Shaun Wright-Phillips voor Queens Park Rangers en het Engelse elftal en zijn andere geadopteerde zoon Bradley Wright-Phillips voor Southampton. Zijn jongste zoon Brett Wright is een aanstormend talent bij Reading FC. 
Wright is een neef van acteur Patrick Robinson.
Tijdens de verjaardagsparade van koning Charles III werd Wright onderscheiden met de King's Birthday Honours.